# Veněra 12
Veněra 12 (rusky: Венера-12) byla sovětská planetární sonda, která v rámci programu Veněra zkoumala planetu Venuši. Let se uskutečnil v roce 1978. Sonda složená z orbitální části a přistávacího pouzdra se úspěšně dostala na oběžnou dráhu Venuše a přistávací pouzdro s vědeckými přístroji přistálo na povrchu planety. Podle COSPAR byla sonda katalogizována jako 1978–086A.

## Konstrukce
Sonda byla stejná, jako její o týden dříve vypuštěná dvojnice Veněra 11. Hmotnost sondy byla asi 4700 kg vč. paliva, z toho přistávací pouzdro (též přistávací modul) 1600 kg. Její součástí byla francouzská aparatura Sigma 2MS k snímání záblesků paprsků gama.
Pouzdro bylo vybaveno padákovým systémem, který obsahoval výtažný a brzdicí padák. Dále zde byl hmotový spektrometr, plynový chromatograf Sigma, aparatura Groza a řada dalších přístrojů.

## Průběh mise
Po ranním startu 14. září 1978 z kosmodromu Bajkonur se dostala díky raketě Proton-K/D-1 na parkovací dráhu kolem Země a odtud na dráhu k Venuši. Během letu byly provedeny dvě letové korekce 21. září a 14. prosince 1978. Krátce po druhé korekci bylo zahájeno podchlazování přistávacího pouzdra a 19. prosince došlo k jeho odpojení od sondy. Dráha sondy byla upravena tak, aby umožnila přenos vysílání z pouzdra na 69 milionů km vzdálenou planetu Zemi a pak se dostala na dráhu kolem Slunce. Prováděla i nadále vědecká měření.

### Pouzdro na Venuši
Pouzdro vstoupilo 21. prosince 1978 do horních vrstev atmosféry planety rychlostí 11,2 km/s a bylo jí přibrzděno při přetížení 170 G na 300 m/s. Přenos měření parametrů atmosféry začal zhruba ve výši 62 km. Brzdící padák účinkoval asi 550 s, pak byl ve výši 40 km odstřelen a jeho roli zastal kovový prstenec. Pouzdro dopadlo na nepříliš osvětlenou stranu Venuše (3000 luxů) zhruba 800 km od místa dopadu téměř současné mise Veněry 11.
V extrémních podmínkách (teplota 460 stupňů, tlak 8,92 MPa) vydrželo pracovat nečekaně dlouho – 110 minut. Snímek žádný nepořídila, zato přístroj Groza zaregistroval série blesků vč. zvukového efektu (hromu).